# Mitwirkung bei der Vergabe
Die Mitwirkung bei der Vergabe ist ein Teil der Bauplanung zur Erstellung von Bauwerken und in Deutschland die siebte der neun in der Honorarordnung für Architekten und Ingenieure (HOAI) festgelegten Leistungsphasen.
Die Mitwirkung bei der Vergabe für Gebäude und Innenräume wird in § 34 HOAI 2013 als siebte Leistungsphase definiert und in Anlage 10 der Verordnung genauer beschrieben. Sie beinhaltet zunächst die Koordinierung der Vergaben (z. B. mittels eines Vergabeterminplan) der Fachplaner sowie das Einholen von Angeboten. Auf Grundlage der eingeholten Angebote und der in Leistungsphase 6 erstellten Leistungsverzeichnisse sind Preisspiegel zu erstellen, welche eine Prüfung und Wertung der Angebote ermöglichen. Anhand des Preisspiegels werden die Ausschreibungsergebnisse ermittelt und durch einen Vergleich mit der Kostenberechnung die Kostenkontrolle durchgeführt. Zur Klärung von Sachverhalten (Deutungen von Ausschreibungstexten, Preise usw.) sind ggf. Bietergespräche zu führen. Das Erstellen von Vergabevorschlägen und damit die Dokumentation des Vergabeverfahrens schließen daran an. Steht das wirtschaftlichste Angebot fest, sind die notwendigen Vertragsunterlagen zusammenzustellen. Das Mitwirken bei der Auftragserteilung schließt die Leistungsphase ab.
Die Leistungsphase 7 ist im Leistungsbild der Tragwerksplanung nicht enthalten, kann jedoch als besondere Leistung separat vereinbart und beauftragt werden.